# Lake Curly
Der Lake Curly ist ein See im Südwesten des australischen Bundesstaates Tasmanien. 
Der See liegt am Oberlauf des Gell River, unterhalb des Mount Gell in der Cheyne Range. Das Gebiet befindet sich in der Südostecke des Cradle-Mountain-Lake-St.-Clair-Nationalparks, ca. 18 km westlich von Derwent Bridge.